# Museo de las Californias
El Museo de las Californias es un museo localizado dentro de las instalaciones del Centro Cultural Tijuana, en la ciudad de Tijuana al noroeste de México. Es un espacio de exhibición museográfica integrado por un vestíbulo y ocho salas permanentes dedicadas a distintas facetas de la historia de Baja California.

## Descripción
El museo fue inaugurado el 24 de febrero del año 2000, como una ampliación al Centro Cultural Tijuana. El guion museográfico estuvo a cargo del maestro Mario Vázquez Ruvalcaba. El objetivo del museo es contribuir al conocimiento de la historia peninsular y generar un espacio de reflexión en torno a la identidad del bajacaliforniano. Resguarda un acervo de más de mil piezas (350 en exhibición) representativas de la historia regional y nacional. 
Consta de ocho salas permanentes: California antes de California; Primeros exploradores europeos; Misiones y misioneros; Territorios y fronteras; El porfiriato; La revolución mexicana; Los años de la postrevolución; y Medio ambiente. Cuenta con una sala temporal de exposiciones, ofrece visitas guiadas en español e inglés, recorridos teatralizados, conferencias, convoca a un concurso de dibujo infantil y a uno juvenil de composiciones históricas.

## Salas

### California antes de California
Esta sala está enfocada a los primeros pobladores de la península de Baja California, especialmente a los grupos indígenas que habitaron en lo que hoy son los territorios de los municipios que conforman la entidad federativa. Es así que podemos ver vestigios de las culturas Kumiai, Pai pai, Cucapá, Kiliwas y Cochimís. 

### Primeros exploradores europeos
En esta sala se hace mención de las primeras exploraciones realizadas tras la llegada de Hernán Cortés a la península de Baja California. Es así que vemos información de las expediciones de Francisco de Ulloa, Juan Rodríguez Cabrillo, Sebastián Vizcaíno y Fray Junípero Serra. Además, se cuentan con modelos a escala de las carabelas en las que hicieron las expediciones los españoles. 

### Misiones y misioneros
En esta sala, existen modelos a escalas de las misiones que construyeron los jesuitas, dominicos y franciscanos durante el tiempo que estuvieron en la región, respectivamente. Además, hay información y un mapa de los lugares en que construyeron dichas misiones. 

### Territorios y fronteras
Esta sala cubre el período de tiempo en el que tras la expulsión de los misioneros, algunos sitios se convirtieron en ranchos y otros en presidios. Estas rancherías posteriormente fueron divididas por la Intervención estadounidense en México, tras arrebatarle más de la mitad del territorio, dejando al Rancho Tía Juana en la línea divisoria.

### El porfiriato
El porfiriato impactó la vida social y política de Baja California, pues fue Porfirio Díaz el primero en asignar un jefe de gobierno al entonces Territorio federal de Baja California. Además, diversos actores políticos locales se hicieron presentes en la región, construyendo las primeras aduanas, juzgados y oficinas, en un lento proceso de integración con el resto del país. 

### La Revolución Mexicana
La Revolución Mexicana es el escenario histórico en el que tanto Mexicali como Tijuana entran a la historia, pues ambas ciudades fueron tomadas por los magonistas, pretendiendo hacer de Baja California una república socialista. 

### Los años de la postrevolución
Posterior a la revolución, Baja California iniciaría un proceso de construcción social y político sentando las bases su consolidación como entidad libre y soberana. Se dan las primeras municipalidades que se convertirían en los futuros municipios del estado. La migración y la condición de frontera serían impulsores del desarrollo económico. 

### Medio ambiente
Esta sección está enfocada para los temas ambientales del estado, así como las regiones naturales del estado; la flora y la fauna endémica de la región. 